# Драгобратське озеро
Драгобра́тське (інша назва — Івор) — озеро льодовикового походження в Українських Карпатах, у масиві Свидовець.
Лежить на висоті 1600 м над р. м., в улоговині видовженої форми, що серед північних схилів гори Близниці, у межах Рахівського районну Закарпатської області.
Довжина озера 55 м, ширина 21 м, площа 0,1 га. Глибина до 1,2 м (іноді до 1,5 м). Береги складаються з морени. Живиться ґрунтовими й атмосферними водами. Вода прозора, слабомінералізована. Дно вкрите сірим мулом. Береги заростають осокою. З гідробіонтів трапляються лише членистоногі: мікроскопічні ракоподібні та личинки комах.
Об'єкт туризму.
На північ від озера розташований гірськолижний курорт Драгобрат.
Найближчий населений пункт — смт Ясіня.

## Легенда про озеро Івор

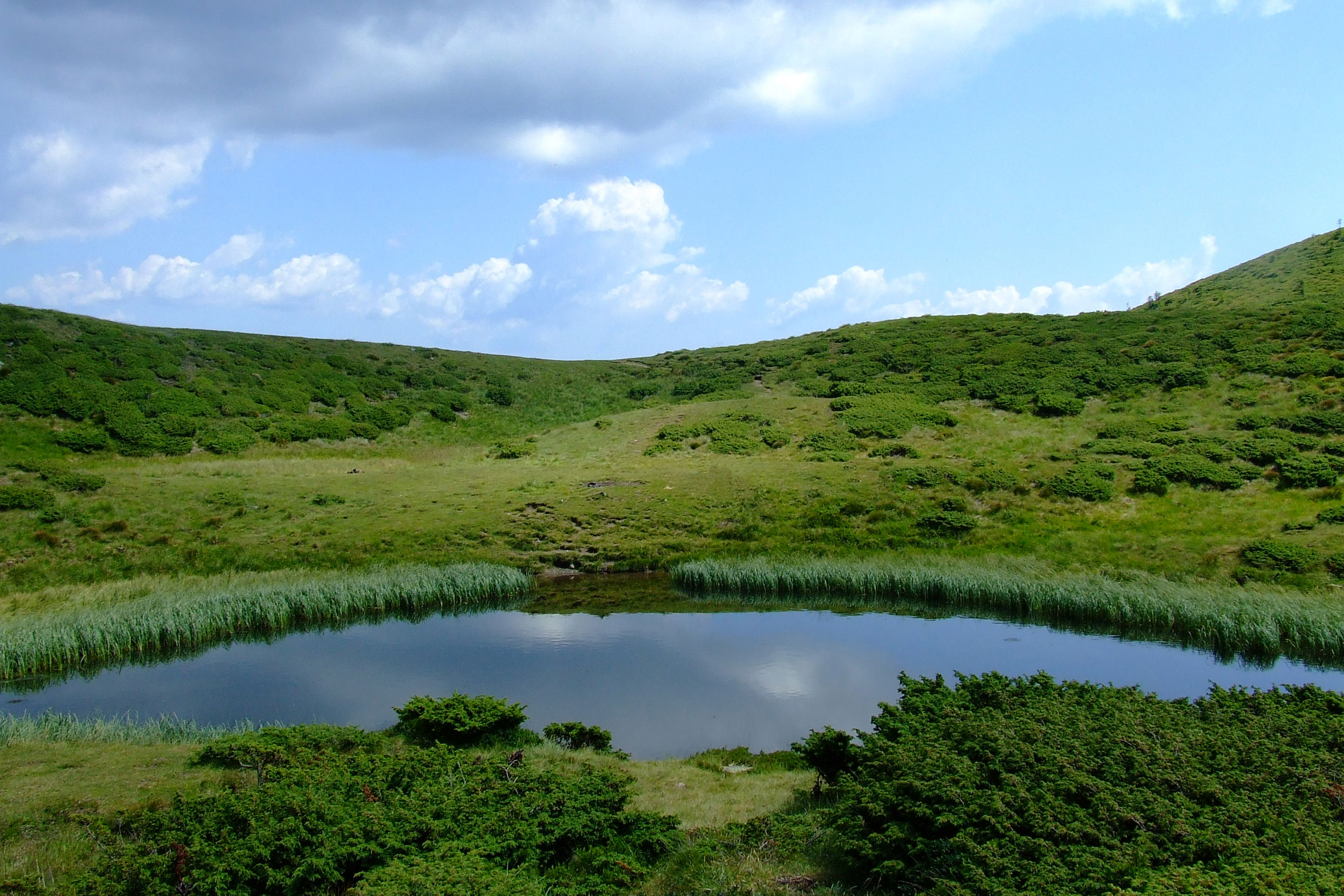
Озеро Івор

|  | Колись жили в Карпатах два брати-близнюки. Як це буває в народних переказах, закохалися вони в одну дівчину. Красуня влаштувала братам конкурс: хто принесе першим їй «шовкову косицю» — Едельвейс, той і стане її обранцем. Як відомо, ця унікальна квітка росте у важкодоступних місцях — на вершині скель. Щоб зірвати його, треба ризикувати життям. Два брати, побачивши ту саму квітку, видерлись на найближчу скелю й, не втримавшись, зірвалися в прірву. Смерть двох братів і дала назву долині — Драгобрат. Горда гуцулка, побачивши мертвих братів, почала ридати, і сльози її перетворилися у чисте озеро Івор між горами. А місцеві поліціанти, які поспішили на місце події, скам'яніли на підступах до гір і перетворилися в скелі. Так з'явилися скелясті гори Жандарми. |

## Галерея

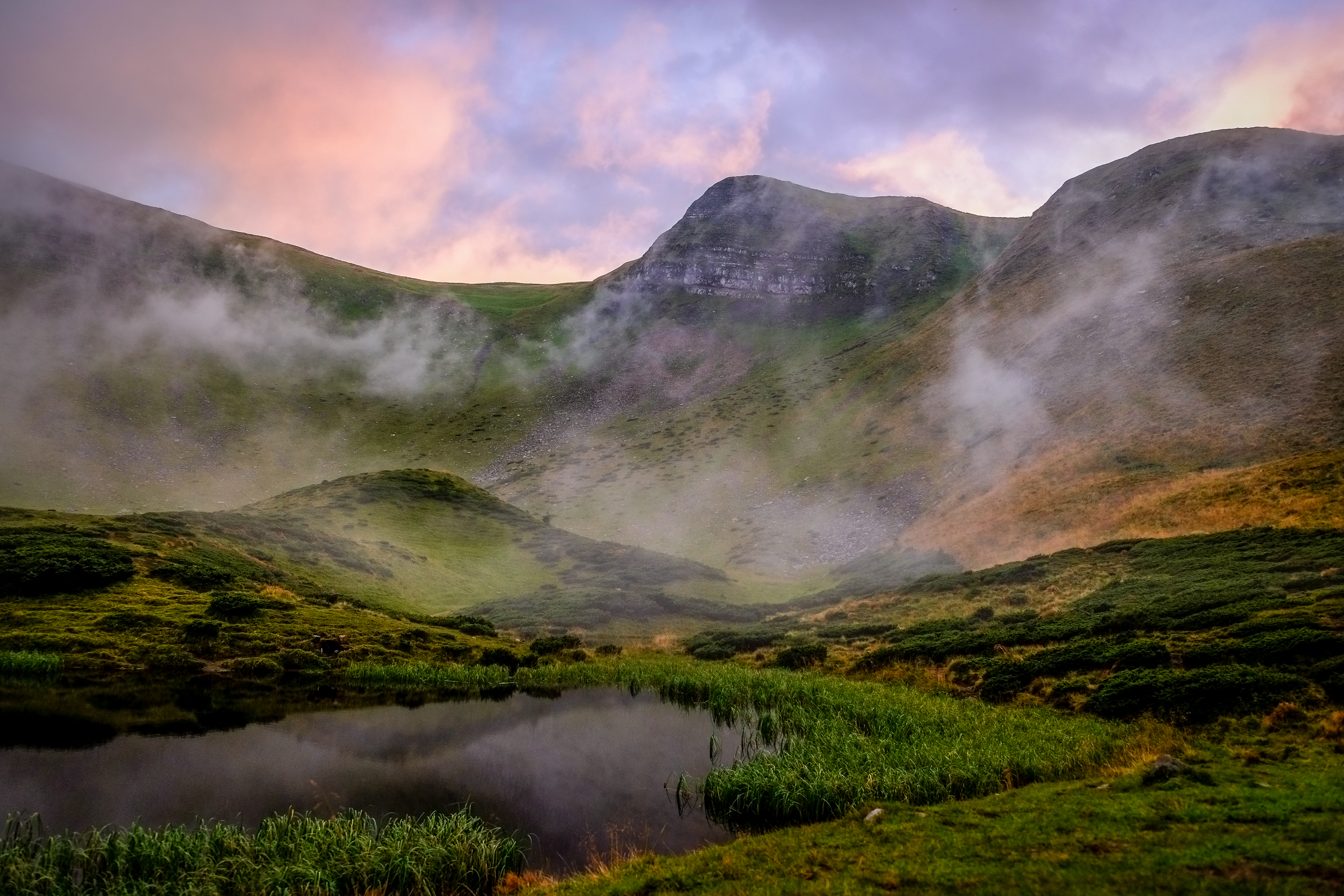
Вигляд з озера на вершину Жандарм
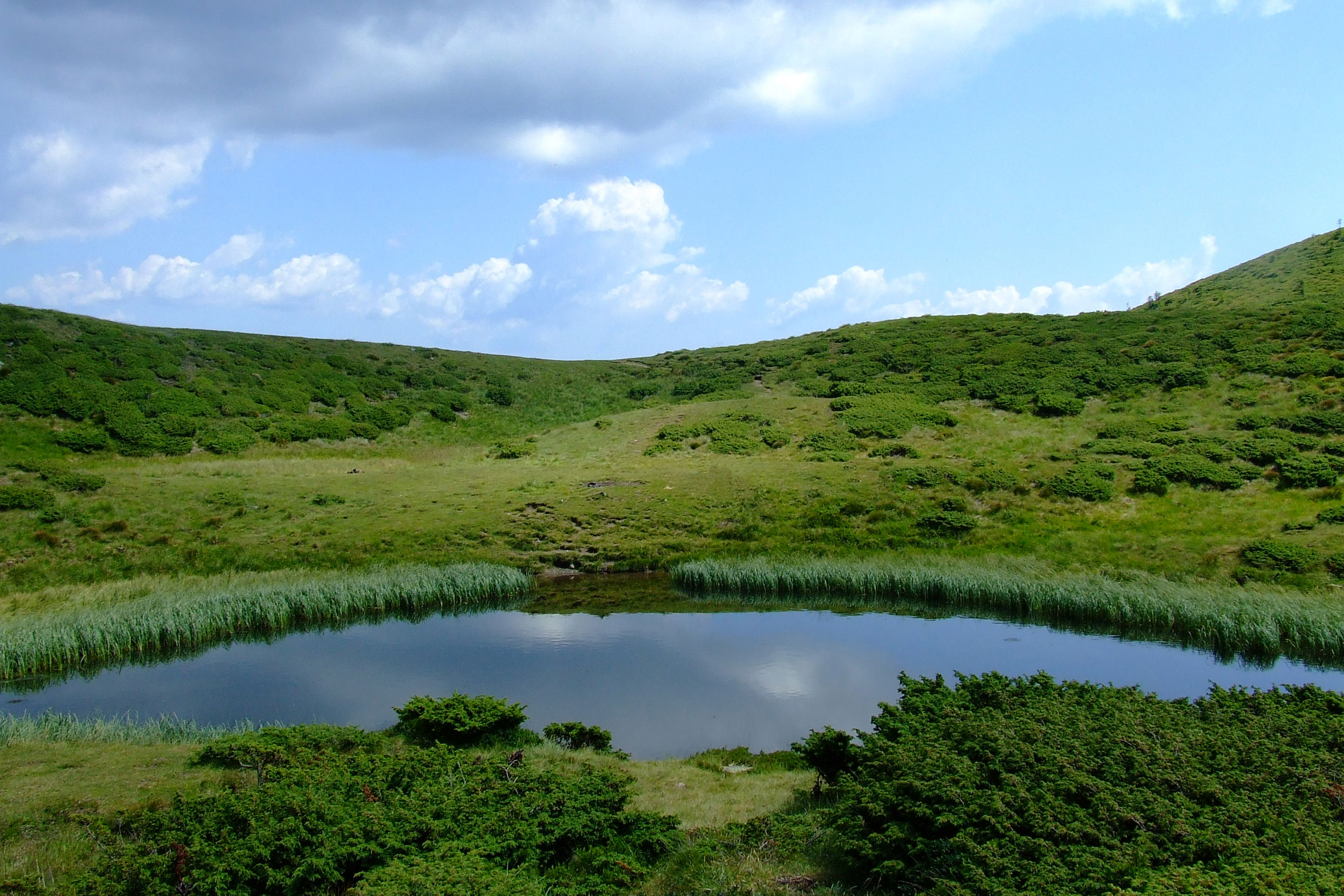
Поблизу озера
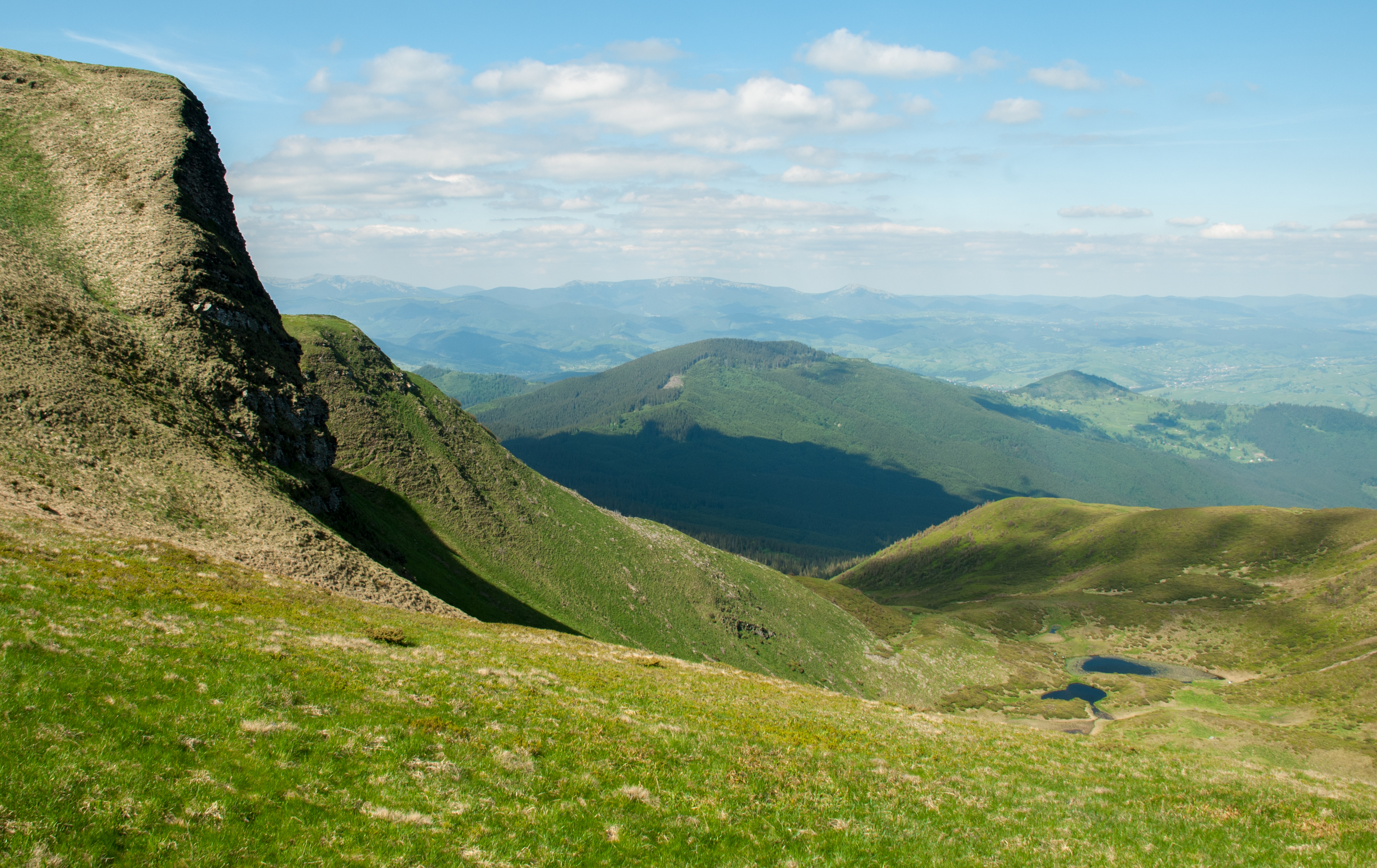
Вигляд на озеро біля вершини Жандарм